# Rein Taaramäe
Rein Taaramäe, né le 24 avril 1987 à Tartu, est un coureur cycliste estonien. Son palmarès comprend notamment deux étapes du Tour d'Espagne et une du Tour d'Italie. Il est aussi multiple champion d'Estonie de cyclisme sur route.

## Biographie

### Débuts cyclistes et carrière chez les amateurs
En 2004, Rein Taaramäe est à 17 ans le plus jeune coureur classé au classement UCI (1605e). Sélectionné en équipe nationale juniors en 2005, il se classe deuxième du Tour d'Istrie, troisième de la Course de la Paix juniors et participe aux championnats du monde juniors sur route durant lesquels il finit 11e du contre-la-montre et 90e de la course en ligne.
Rein Taaramäe arrive en France en 2006, au club de la Roue d'or saint-amandoise. Il y rejoint son ami et compatriote Kalle Kriit. Sa première saison dans ce club est marquée par ses victoires au Grand Prix de Vougy et au Grand Prix de Plouay, deux manches de la Coupe de France des clubs. Il prend la deuxième place du Grand Prix de Saint-Étienne Loire et se distingue lors du Tour du Pays Roannais. Il passe également son bac durant cette année. Convoité par plusieurs équipes professionnelles françaises, il s'engage avec Cofidis, qu'il rejoint en août 2007.

### Carrière professionnelle

#### 2007-2014: les années Cofidis

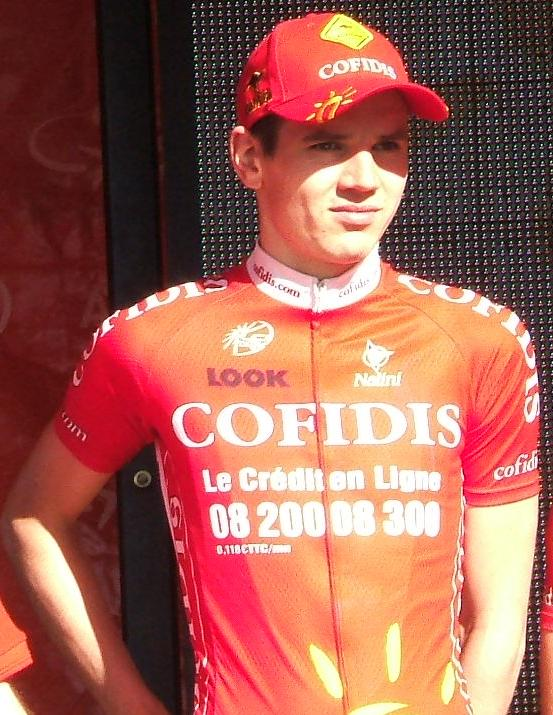
Rein Taaramäe, durant l'Eneco Tour 2008

Au cours de la saison 2008, et pour sa première année complète à ce niveau, il remporte deux étapes du Grand Prix du Portugal et le contre-la-montre du Tour de l'Avenir. Il est aussi sélectionné pour représenter son pays aux Jeux olympiques d'été de Pékin où il participe aux compétitions sur route, le contre-la-montre et la course en ligne. Il se classe seizième de la première épreuve et quarante-septième de la seconde.
Au printemps 2009, il termine deuxième de l'étape reine du Tour de Romandie, battu au sprint par le Tchèque Roman Kreuziger, vainqueur final de l'épreuve. Il s’adjuge également la troisième place du classement général de cette course. Il remporte aussi le classement de la montagne du Tour du Pays basque et deux titres de champion d'Estonie pendant cette période. En août, il enlève le Tour de l'Ain en gagnant la dernière étape. Il devance à cette occasion le coureur américain Christopher Horner ainsi que ses coéquipiers David Moncoutié et Damien Monier au classement général.
En mars 2010, il prend la septième place de Paris-Nice, puis la troisième du Tour de Catalogne. En juillet, il participe à son premier Tour de France. Il figure dans un groupe d'échappés lors de la deuxième étape mais abandonne lors de la treizième étape. Il se classe également neuvième du Trofeo Inca et dixième de la Route d'Occitanie au cours de cette saison.
En 2011, il prend la quatrième place de Paris-Nice et termine meilleur jeune de l'épreuve. Quelques mois plus tard, il remporte ce qui constitue la plus belle victoire de sa jeune carrière, en s'adjugeant une étape du Tour d'Espagne, après avoir résisté dans le dernier col au retour du futur vainqueur du classement final Juan José Cobo.
En 2012, à la suite de Paris-Nice où, distancé au classement général, il prend la deuxième place de l'avant-dernière étape, Taaramäe apprend qu'il est victime d'une mononucléose. De retour pour le Tour de Castille-et-León, il y chute et se fracture un coude.
En 2013 il se classe troisième de l'épreuve française Cholet-Pays de Loire. Il redevient également champion d'Estonie sur route quatre ans après son dernier titre.
En 2014 il remporte l'étape reine du Tour de Turquie au sommet d'Elmali mais termine seulement 88e du Tour de France. Le 1er août, l’équipe Cofidis annonce qu'elle se sépare de Rein Taaramäe à la fin de la saison,. En septembre, il s'adjuge la victoire lors de la vingt-neuvième édition du Tour du Doubs et devance à cette occasion les Français  Angélo Tulik, Pierre-Luc Périchon et Thibaut Pinot.

#### 2015-2017: les années World Tour avec Astana et Katusha-Alpecin

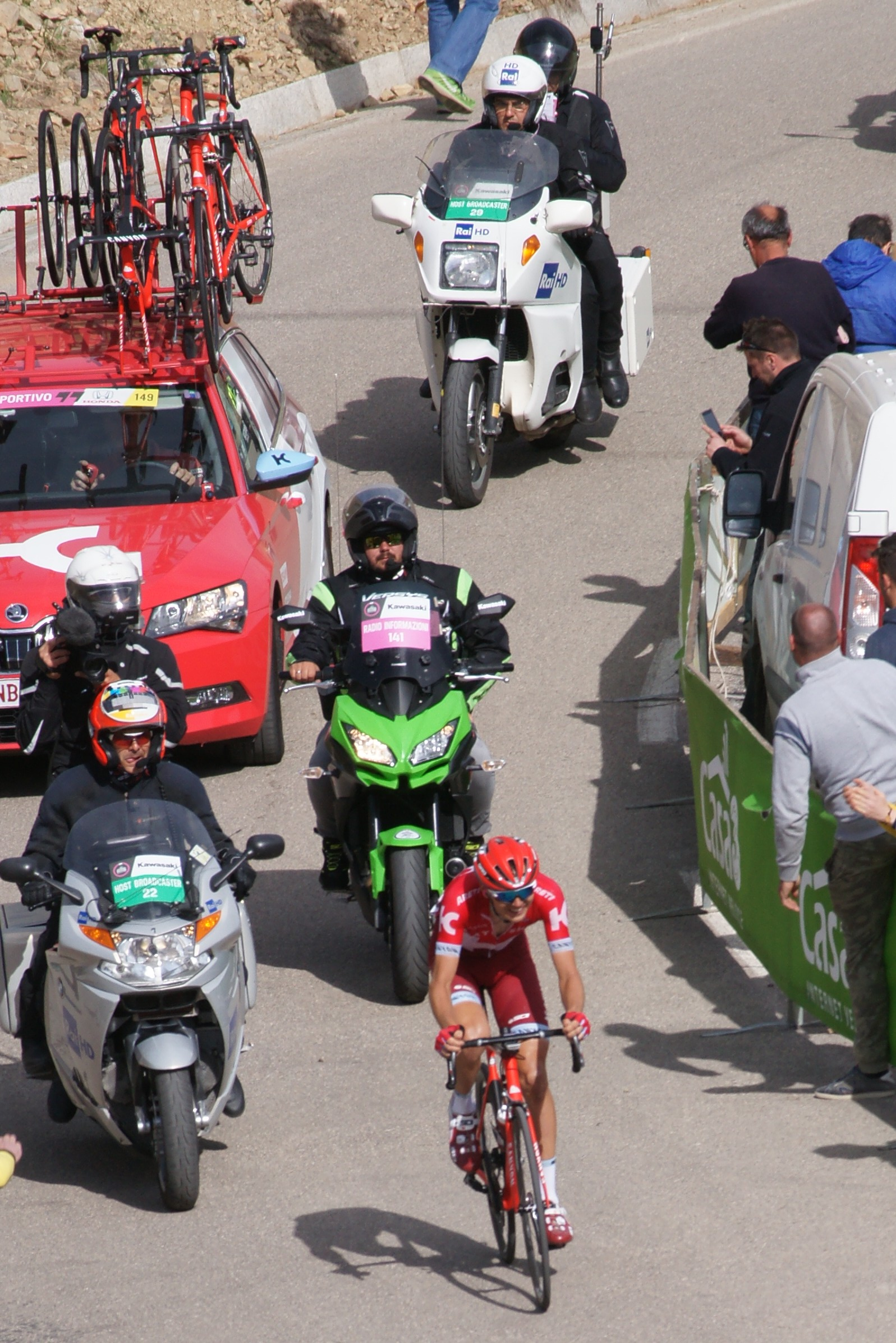
R Taaramäe au Tour d'Italie 2016

En 2015, Taaramäe rejoint la formation Astana avec laquelle il signe un contrat d'un an. Il gagne le Tour de Murcie et s'illustre sur les routes du Tour de l'Algarve au début de saison. Choisi par ses dirigeants pour épauler le coureur italien Vincenzo Nibali sur le Tour de France il doit abandonner l'épreuve lors de la onzième étape. Au mois d'août il remporte la 37e édition du Tour de Burgos  (et le contre-la-montre par équipe de cette course) ainsi que l'Arctic Race of Norway. En septembre, il représente son pays aux championnats du monde de cyclisme sur route à Richmond, aux États-Unis. S'il ne s'adjuge que la vingt neuvième place du contre-la-montre, il parvient, par contre, à se hisser à une jolie quatorzième place lors de la course en ligne à trois secondes du vainqueur Peter Sagan.
Il change d'équipe en 2016 et s'engage avec la formation russe Katusha. Il participe au Tour d'Italie pour la première fois de sa carrière  et se classe vingt-neuvième de cette course après avoir remporté la vingtième étape. Quelques semaines plus tard il s'adjuge le classement général et la deuxième étape du Tour de Slovénie. Au deuxième semestre, il est sélectionné en équipe d'Estonie pour participer aux championnats d'Europe de cyclisme sur route organisés à Plumelec dans le Morbihan. Il prend part à l'épreuve contre-la-montre où il termine dix-septième et à la course en ligne qu'il ne finit pas. Il est également au départ du Tour d'Espagne au mois d'aout mais doit abandonner dès la septième étape après avoir été heurté par une voiture.
Au mois de juin 2017 il se classe troisième de la course en ligne des championnats d'Estonie de cyclisme sur route derrière Gert Jõeäär et Alo Jakin. Au deuxième semestre il termine neuvième du Tour du Guangxi (une épreuve inscrite au calendrier de l'UCI World Tour), onzième du Tour d’Autriche et douzième de la semi-classique italienne Milan-Turin. Il participe également au Tour d'Espagne pour la quatrième fois depuis ses débuts chez les professionnels.

#### 2018-2020: le retour en France chez Direct Énergie
Durant l'été 2017 le coureur balte annonce qu'il change à nouveau de formation et qu'il s'engage avec l'équipe continentale professionnelle Direct Énergie pour la saison 2018. Il décide d'axer sa saison sur le Tour de France en espérant y décrocher une victoire d'étape afin de rentrer dans la liste des cyclistes vainqueurs d'étapes sur les trois grands tours. Au premier semestre il s'adjuge la quatrième place du Tour d'Aragon ainsi que la troisième du Tour de l'Ain. En juillet, Il participe au Tour de France pour la septième fois. Il anime la dixième étape, première étape de montagne, qu’il termine à une belle troisième place. Cependant il ne parvient pas à récupérer rapidement et arrive hors-délai lors de la douzième étape courue dans les Alpes.
Il multiplie les places d'honneur sur les courses à étapes au premier semestre 2019. Il se classe notamment deuxième du Tour du Rwanda, troisième du Tour d'Aragon et du Tour de l'Ain. Il monte également sur la troisième marche du podium de la première édition du Mont Ventoux Dénivelé Challenges remportée par le coureur espagnol Jesús Herrada devant Romain Bardet. Au début de l'été, il s'adjuge un nouveau titre de champion d'Estonie du contre-la-montre puis participe pour la huitième fois au Tour de France qu'il termine à une anonyme soixante-sixième place.
La pandémie de Covid-19 qui sévit dans le monde et l’annulation des compétitions qui en découle ne lui permettent pas d'obtenir de résultats significatifs au premier semestre 2020. Il ne remporte que le classement du meilleur grimpeur du Tour du Rwanda au cours de cette période. Peu en forme pour son retour à la compétition au mois d'aout, il obtient une anecdotique cinquante-et-unième place lors de la deuxième édition du Mont Ventoux Dénivelé Challenges puis abandonne au Tour de l'Ain et au Critérium du Dauphiné. Il n'est pas retenu par ses directeurs sportifs pour participer au Tour de France contrairement aux deux années précédentes. Il quitte la formation française à la fin de la saison pour rejoindre l'équipe belge Intermarché-Wanty Gobert.

#### 2021-2024: Intermarché-Wanty-Gobert Matériaux

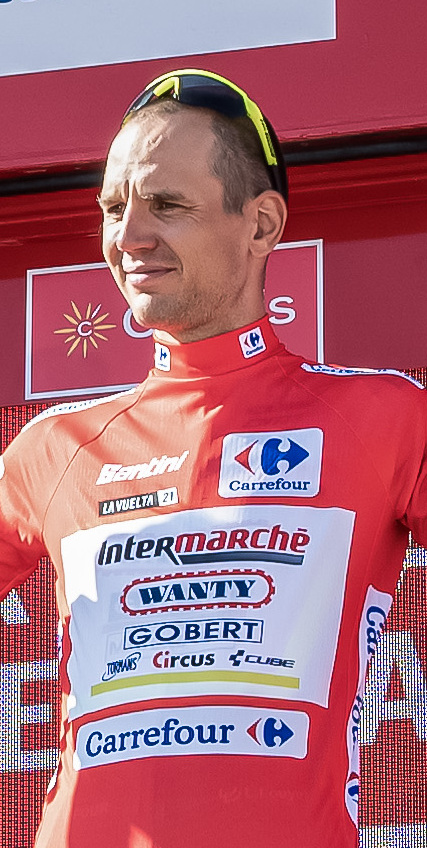
R Taaramäe vêtu du maillot de leader du Tour d'Espagne

Discret en début de saison, il participe au Tour d'Italie pour la deuxième fois de sa carrière au mois de mai et termine cinquante-et-unième du classement général remporté par le grimpeur colombien Egan Bernal. En juin, il remporte un cinquième titre de champion d'Estonie du contre-la-montre et offre à cette occasion une première victoire lors d’un championnat national sur route à sa nouvelle formation. Au cours de l'été, il se classe troisième du Sazka Tour puis s'aligne au départ du Tour d'Espagne. Il se distingue lors de la troisième étape de cette course. Membre de l'échappée du jour, il lâche un à un ses adversaires et s'adjuge une nouvelle victoire sur un grand tour. Il s'empare également du maillot rouge de leader du classement général. Victime d’une chute, il cède sa tunique au Français Kenny Elissonde deux jours plus tard.
Au premier semestre 2022, il s'illustre au Tour de Romandie où, échappé, il n'est repris qu'à cinq-cent mètres de l'arrivée de la troisième étape de cette course disputée en Suisse. Au cours de la même période, il monte également sur la dernière marche du podium d'une étape du Tour d'Italie et glane un nouveau titre de champion d'Estonie du contre-la-montre devant Tanel Kangert et Norman Vahtra. La suite de sa saison est moins brillante, il se classe quinzième du Sazka Tour au mois d'août mais doit abandonner sur le Tour d'Espagne. Sa dernière course de l'année est le Chrono des Nations-Les Herbiers-Vendée qu'il termine en vingt-deuxième position.
En 2023, il se classe quatrième du Tour d'Oman en début de saison. Présent au Tour d'Italie au mois de mai, il est atteint de troubles à l'estomac et ne prend pas le départ de la dixième étape. En juin, il remporte un septième titre de champion d'Estonie du contre-la-montre. Au deuxième semestre, il prolonge d'un an le contrat qui le lie à la formation Intermarché-Circus-Wanty.
En retrait au début de la saison 2024, sa meilleure performance au premier trimestre est constituée d'une dix-neuvième place au classement général final du Tour de la Communauté valencienne. Contrairement aux années précédentes, il ne participe pas au Tour d'italie. Il s'adjuge toutefois un nouveau titre de champion d'Estonie du contre-la-montre au mois de juin devant Norman Vahtra qu'il ne devance que de cinq secondes. Au deuxième semestre, il se classe quinzième du Czech Tour remporté par le Suisse Marc Hirschi. Il quitte l’équipe belge en fin de saison.

#### Depuis 2025: l’aventure japonaise avec Kinan Racing Team
Désireux de poursuivre sa carrière professionnelle, il s'engage avec l'équipe continentale japonaise Kinan Racing Team où il retrouve Thomas Lebas un de ses anciens coéquipier chez Cofidis. Pour ses débuts sous ses nouvelles couleurs, il se classe deuxième de l'étape contre-la-montre du Sharjah Tour derrière Quentin Bezza et termine troisième du classement général de cette course inscrite au calendrier de l'UCI Asia Tour au mois de janvier. Il obtient quelques autres résultats honorables en début d'année où il s'adjuge notamment la quatrième place du  Tour de Mersin et la treizième du Tour de Taiwan. En juin, il remporte pour la neuvième fois le championnat d'Estonie du contre-la-montre et égale à cette occasion le record de victoires détenu par Jaan Kirsipuu.

## Palmarès sur route

### Palmarès amateur
| - 2002 - Champion d'Estonie du contre-la-montre U16 - 2005 - 2e du Tour d'Istrie - 3e de la Course de la Paix juniors - 2006 - Champion d'Estonie sur route espoirs - Champion d'Estonie du contre-la-montre espoirs - 1re épreuve du Tour de l'Ardèche méridionale - Grand Prix de Vougy - Chambord-Vailly - Grand Prix de Plouay amateurs - 1re étape du Kreiz Breizh - 2e du Grand Prix de Saint-Étienne Loire - 2e du Tour des cantons de Mareuil-Verteillac - 2e du Grand Prix des Foires d'Orval - 3e du Tour d'Eure-et-Loir - 3e du Grand Prix de Cours-la-Ville | - 2007 - 4e étape du Circuit des Ardennes - 2e des Boucles du Sud Ardèche - 2e du championnat d'Estonie du contre-la-montre - 2e du championnat d'Europe du contre-la-montre espoirs - 3e de Paris-Troyes - 3e du Kreiz Breizh - 3e du Saaremaa Velotour |  |

### Palmarès professionnel
| - 2008 - 2e et 3e étapes du Grand Prix du Portugal - 6e étape du Tour de l'Avenir (contre-la-montre) - 3e du Grand Prix du Portugal - 2009 - Champion d'Estonie sur route - Champion d'Estonie du contre-la-montre - Tour de l'Ain : - Classement général - 4e étape - 3e du Tour de Romandie - 8e du Tour de Suisse - 2010 - 3e du Tour de Catalogne - 7e de Paris-Nice - 2011 - Champion d'Estonie du contre-la-montre - 14e étape du Tour d'Espagne - 3e du Critérium international - 4e de Paris-Nice - 2012 - Champion d'Estonie du contre-la-montre - 2e du Tour d'Andalousie - 3e de l'Étoile de Bessèges - 3e du championnat d'Estonie sur route - 2013 - Champion d'Estonie sur route - 2e du championnat d'Estonie du contre-la-montre - 3e de Cholet-Pays de Loire - 2014 - 3e étape du Tour de Turquie - Tour du Doubs - 2e du Tour de Turquie - 2015 - Tour de Murcie - Tour de Burgos : - Classement général - 2e étape (contre-la-montre par équipe) - Classement général de l'Arctic Race of Norway - 2e du championnat d'Estonie sur route | - 2016 - 20e étape du Tour d'Italie - Tour de Slovénie : - Classement général - 2e étape - 2017 - 3e du championnat d'Estonie sur route - 9e du Tour du Guangxi - 2018 - 2e de la Coppa Agostoni - 2e du Tour du Gévaudan Occitanie - 3e du Tour d'Aragon - 3e du Tour de l'Ain - 3e du Tour du Doubs - 2019 - Champion d'Estonie du contre-la-montre - 2e du Tour du Rwanda - 3e du Tour d'Aragon - 3e du Tour de l'Ain - 3e du Mont Ventoux Dénivelé Challenges - 2021 - Champion d'Estonie du contre-la-montre - 3e étape du Tour d'Espagne - 3e du Sazka Tour - 2022 - Champion d'Estonie du contre-la-montre - 2023 - Champion d'Estonie du contre-la-montre - 2024 - Champion d'Estonie du contre-la-montre - 2025 - Champion d'Estonie du contre-la-montre - 3e du Sharjah Tour |  |

### Résultats sur les grands tours

#### Tour de France
8 participations
- 2010 : abandon (13e étape)
- 2011 : 11e[37],[38]
- 2012 : 36e
- 2013 : 102e
- 2014 : 88e
- 2015 : abandon (11e étape)
- 2018 : hors délai (12e étape)
- 2019 : 66e

#### Tour d'Italie
4 participations
- 2016 : 29e, vainqueur de la 20e étape
- 2021 : 51e
- 2022 : 46e
- 2023 : non-partant (10e étape)

#### Tour d'Espagne
8 participations
- 2009 : 74e
- 2011 : abandon (17e étape), vainqueur de la 14e étape
- 2016 : abandon (7e étape)
- 2017 : 147e
- 2021 : 55e, vainqueur de la 3e étape,  maillot rouge pendant 2 jours
- 2022 : abandon (17e étape)
- 2023 : abandon (14e étape)
- 2024 : abandon (18e étape)

### Classements mondiaux
| Année                                 | 2006 | 2007 | 2008 | 2009 | 2010 | 2011 | 2012 | 2013 | 2014 | 2015 | 2016 | 2017 | 2018 | 2019 | 2020  | 2021 | 2022 | 2023 |
| ------------------------------------- | ---- | ---- | ---- | ---- | ---- | ---- | ---- | ---- | ---- | ---- | ---- | ---- | ---- | ---- | ----- | ---- | ---- | ---- |
| Calendrier mondial                    |      |      |      | 49e  | 45e  |      |      |      |      |      |      |      |      |      |       |      |      |      |
| UCI World Tour                        |      |      |      |      |      |      |      |      |      | 201e | 135e | 232e | nc   |      |       |      |      |      |
| Classement mondial                    |      |      |      |      |      |      |      |      |      |      | 223e | 521e | 142e | 212e | 1510e | 187e | 368e | 376e |
| UCI Europe Tour                       | 968e | 310e |      |      | 369e | 100e | 65e  | 179e | 21e  |      | 258e | 506e | 57e  | 178e | 1127e | 159e | 295e | nc   |
| UCI Asia Tour                         | nc   | nc   |      |      | nc   | nc   | nc   | nc   | nc   |      | nc   | 433e | 498e |      |       |      |      |      |
| UCI Oceania Tour                      | nc   | nc   |      |      | nc   | nc   | nc   | nc   | nc   |      | 107e | nc   | nc   |      |       |      |      |      |
|                                       |      |      |      |      |      |      |      |      |      |      |      |      |      |      |       |      |      |      |
| Légende : nc = non classéSource : UCI |      |      |      |      |      |      |      |      |      |      |      |      |      |      |       |      |      |      |

## Palmarès en cyclo-cross
- 2015-2016
  - 2e du championnat d'Estonie de cyclo-cross

## Distinction
Cycliste masculin de l'année en Estonie : 2021